# Gmina Tingsryd
Gmina Tingsryd (szw. Tingsryds kommun) – gmina w Szwecji, w regionie Kronoberg, siedzibą jej władz jest Tingsryd.
Pod względem zaludnienia Tingsryd jest 175. gminą w Szwecji. Zamieszkuje ją 12 892 osób, z czego 48,82% to kobiety (6294) i 51,18% to mężczyźni (6598). W gminie zameldowanych jest 468 cudzoziemców. Na każdy kilometr kwadratowy przypada 12,31 mieszkańca. Pod względem wielkości gmina zajmuje 101. miejsce.